# یوشیدا شیگه‌رو
یوشیدا شیگه‌رو (به ژاپنی: 吉田 茂) از سال ۱۹۴۶ تا ۱۹۴۷ و همچنین از سال ۱۹۴۸ تا ۱۹۵۴ نخست‌وزیر ژاپن بود. او یکی از بلندترین دوره‌های نخست‌وزیری ژاپن را دارد و از این نظر دومین فرد در ژاپن پس از جنگ جهانی دوم محسوب می‌شود. وی پیرو کلیسای کاتولیک ژاپن بود.